# 틸 오일렌슈피겔의 유쾌한 장난
《틸 오일렌슈피겔의 유쾌한 장난 작품번호 28》(독일어: Till Eulenspiegels lustige Streiche)은 리하르트 슈트라우스가 1894~5년에 작곡한 교향시로, 독일 시골 민화 속 인물인 틸 오일렌슈피겔의 불운과 장난에 관한 연대기를 담고 있다.

## 구성
틸을 대표하는 2가지 주제가 각기 호른과 클라리넷으로 연주된다. 호른에 의한 주제는 쾌활한 선율로 극치에 올라갔다가 아래로 떨어지며, 3가지 길고 큰 음표들과 각기 점진적으로 낮게 끝마치게 된다. 클라리넷에 의한 주제는 정교하고 달콤하며, 사기꾼이 가장 잘하는 것을 하는 것을 제시한다.
이 작품은 "옛날 옛적에"라는 주제를 호른 독주로 첫 번째 틸 주제의 두 반복 선율에 활기차게 연주하면서 시작된다. 이 주제는 론도 형식(리하르트 슈트라우스는 재치있게, rondeau라고 적었다)안에서 나머지 오케스트라가 뒤따르고, 이 도입 부분은 tutti orchestra가 한 어린이의 '짜잔~'하는 부분과 함께 반복되는 두가지 음표로 끝을 맺는다.
클라리넷 주제는 그뒤에 들리며 틸의 그 다음 장난을 꾸미면서 틸의 웃음소리를 제시한다. 음악은 시골 동네 방방곡곡을 누비며, 틸이 말을 타고 시장을 통과하면서, 상품과 물건을 쓰러뜨리고, 근엄한 튜튼 성직자에게 농담을 슬쩍 던지고, 소녀들을 유혹하고 뒤쫓으며(사랑의 주제가 바이올린 독주로 제시된다) 심각한 학자들을 조롱한다.
음악은 말타기가 다시 시작됨을 제시하면서, 클라이막스가 갑자기 장례식 행렬로 변화될 때 첫 번째 주제가 다시 관현악 전체에 연주된다. 틸은 정부기관에 붙잡혀서 불경죄로 교수형을 선고받는다. 교수형 집행인의 장례식 행렬은 절망에 빠진 틸과의 대화로 시작되어, 그는 감미로운 말과 농담으로 이 궁지에서 벗어나려고 한다. 불행히도 틸의 노력은 지렛대를 올리는 냉혹한 집행인에게 헛수고였다. 첫 주제의 변형을 D관 클라리넷이 연주하면서 틸의 단말마를 암시하며, 현악기군이 피치카토(pizzicato) 주법으로 실제 교수형을 표현하며, 시체가 앞뒤로 흔들거리다가 점차 느려지다 멈추는 모습을 연주한다.
잠시 정적이 흐르고, 다시 시작 부분의 '옛날 옛적에'주제가 다시 연주되면서, 틸같은 존재는 결코 사라지지 않는다는 이야기를 제시하며, 음악적 농담으로 끝을 맺는다.

## 악기 편성
- 목관악기: 피콜로, 플루트3, 오보에3, 잉글리시 호른, 클라리넷2, 내림 마조 클라리넷[1], 베이스 클라리넷, 바순3, 콘트라바순
- 금관악기: 호른(F&E)4, 트럼펫(F&C)3, 트롬본3, 튜바
- 타악기: 팀파니, 큰북, 작은북, 심벌즈, 트라이앵글, 래칫
- 현악 5부